# Antiochus de Lyon
Pour les articles homonymes, voir Antioche et Antiochus.
Antioche (en latin Antiochus) est le 16e évêque de Lyon et succède à Martin.

## Biographie
On ne sait rien de lui et de sa vie, seul son nom nous est connu d'après les différentes listes des premiers archevêques de Lyon et les chroniques de l'histoire de l'Église de Lyon. Il est également mentionné dans la Vie de Saint Just, la Vita S. Justi comme étant allé rendre visite à l'ancien évêque de Lyon devenu ermite au monastère de Scété en Egypte.

## Célébration
Il est célébré le 13 août par les catholiques et le 15 octobre par les orthodoxes.